# Perry Mason (série télévisée)
Pour les articles homonymes, voir Perry Mason.
The New Perry Mason
Perry Mason est une série télévisée de procès américaine en 271 épisodes de 52 minutes en noir et blanc (sauf un), créée d'après les romans de Erle Stanley Gardner et diffusée entre le 21 septembre 1957 et le 22 mai 1966 sur le réseau CBS.
En France, la série a été diffusée dans les années 1960 sur Télé Monte Carlo (réception hertzienne entre Toulon et Menton) et sur TéléLuxembourg, puis plus récemment sur TV Breizh en 2005, et au Québec à partir du 13 septembre 1964 à Télé-Métropole.
Elle a donné lieu à une suite dans les années 1980, l'acteur principal de la première série, Raymond Burr, reprenant son rôle dans la seconde, une vingtaine d'années après la fin de la première.
En 2020, une nouvelle version a vu le jour avec comme acteur principal Matthew Rhys.

## Synopsis
Ces séries mettent en scène les affaires traitées par Perry Mason, célèbre avocat de Los Angeles.

## Distribution

### Acteurs principaux

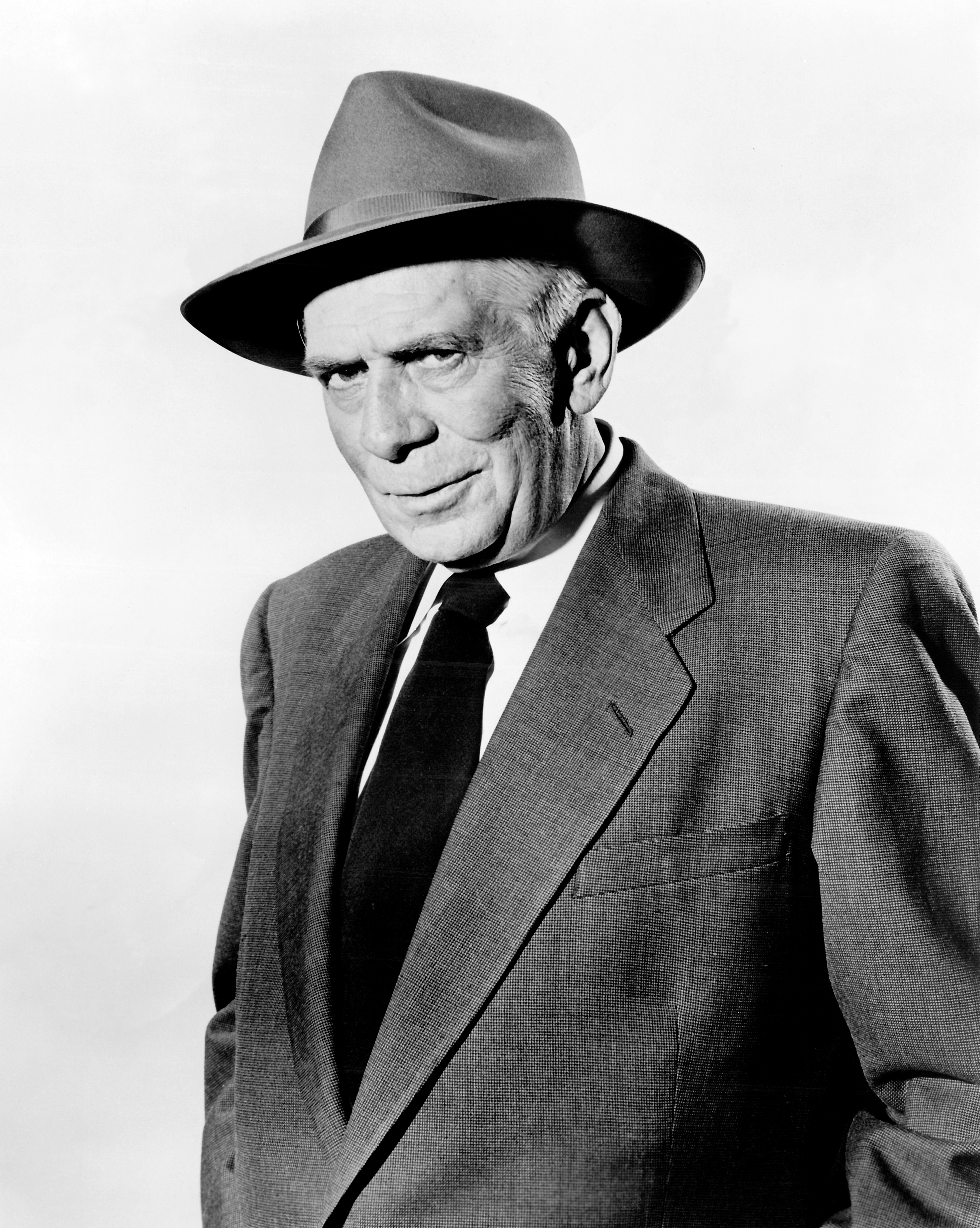
Ray Collins dans la série en 1957.

- Raymond Burr (VF : Jacques Berthier) et René Arrieu épisode 9) : Perry Mason
- Barbara Hale : Della Street
- William Hopper (VF : Pierre Fromont) : Paul Drake
- William Talman (VF : Philippe Mareuil) : Hamilton Burger
- Ray Collins (VF : Pierre Fromont) : Lieutenant Arthur Tragg (1957-1964)
- Lee Miller : Sergent Brice (1959-1966)
- Wesley Lau : Lieutenant Andy Anderson (1964-1965)
- Richard Anderson : Lieutenant Steve Drumm (1965-1966)
- Karl Held (en) : David Gideon (1961-1962)
- Connie Cezon (en) : Gertrude Lade

#### Invités
- Mort Mills

## Épisodes

### Saison 1 (1957-1958)
1. La Rousse se remue (The case of the Restless Redhead)
2. La Nièce du somnambule (The Case of the Sleepwalker's Niece)
3. La Séduisante spéculatrice (The Case of the Nervous Accomplice)
4. Le Canard qui se noie (The Case of the Drowning Duck)
5. La Blonde boudeuse (The Case of the Sulky Girl)
6. L'Adversaire associé (The Case of the Silent Partner)
7. L'Amoureux agressif (The Case of the Angry Mourner)
8. Le baiser pourpre (The Case of the Crimson Kiss)
9. La Vierge vagabonde (The Case of the Vagabond Vixen)
10. Le Cadavre cavaleur (The Case of the Runaway Corpse)
11. La Bougie bancale (The Case of the Crooked Candle)
12. La Nymphe négligente (The Case of the Negligent Nymph)
13. Le Vison mité (The Case of the Moth-Eaten Mink)
14. La Femme au masque (The Case of the Baited Hook)
15. La Danseuse et le cheval (The Case of the Fan-Dancer's Horse)
16. L'Accusée accomplie (The Case of the Demure Defendant)
17. La Nudiste navrée (The Case of the Sun Bather's Diary)
18. La Prudente pin-up (The Case of the Cautious Coquette)
19. Le Mari fantôme (The Case of the Haunted Husband)
20. Cœurs à vendre (The Case of the Lonely Heiress)
21. La Vamp aux yeux verts (The Case of the Green-Eyed Sister)
22. La Femme futée (The Case of the Fugitive Nurse)
23. Chantage à l'œil (The Case of the One-Eyed Witness)
24. Une double vie mortelle (The Case of the Deadly Double)
25. La Boîte vide (The Case of the Empty Tin)
26. L'Épouse mal éveillée (The Case of the Half-Wakened Wife)
27. La Fille désespérée (The Case of the Desperate Daughter)
28. Un fieffé filou (The Case of the Daring Decoy)
29. L'Hôtesse hésitante (The Case of the Hesitant Hostess)
30. Le Mari menteur (The Case of the Screaming Woman)
31. Les Doigts de flamme (The Case of the Fiery Fingers)
32. Visages de rechange (The Case of the Substitute Face)
33. Trois Mannequins perfides (The Case of the Long-Legged Models)
34. L'Entôleuse émotive (The Case of the Gilded Lily)
35. L'Amant paresseux (The Case of the Lazy Lover)
36. Le Parent prodige (The Case of the Prodigal Parent)
37. La Blonde au cocard (The Case of the Black-Eyed Blonde)
38. La Dactylo dégourdie (The Case of the Terrified Typist)
39. Crime en deux temps (The Case of the Rolling Bones)

### Saison 2 (1958-1959)
1. Le Mort assassiné  (The Case of the Corresponding Corpse)
2. Le Chauffard chanceux (The Case of the Lucky Loser)
3. Le Client Miniature (The Case of the Pint-sized Client)
4. Le Sergent Sardonique (The Case of the Sardonic Sergeant)
5. L'Épouse épouvantée (The Case of the Curious Bride)
6. La Pendule enterrée (The Case of the Buried Clock)
7. Travailleur au Noir (The Case of the Married Moonlighter)
8. Le Jockey Plaqué (The Case of the Jilted Jockey)
9. La femme pourpre (The Case of The Purple Woman)
10. Le Gros Magot (The Case of the Fancy Figures)
11. Le Perroquet faux témoin (The Case of the Perjured Parrot)
12. Rêves Brisés (The Case of the Shattered Dream)
13. La Brunette bouclée (The Case of the Borrowed Brunette)
14. Le Poisson Noyé (The Case of the Glittering Goldfish)
15. Pic et pic et drôle de drame (The Case of the Foot-Loose Doll)
16. La Photo Truquée (The Case of the Fraudulent Foto)
17. L'Escroc Romantique (The Case of the Romantic Rogue)
18. Le Farceur Désabusé (The Case of the Jaded Joker)
19. Un chat pour client (The Case of the Caretaker's Cat)
20. L'Évêque bègue (The Case of the Stuttering Bishop)
21. Le Dernier Acte (The Case of the Lost Last Act)
22. Le Docteur Diabolique (The Case of the Bedeviled Doctor)
23. Coup de crocs (The Case of the Howling Dog)
24. Le Modèle meurtri (The Case of the Calendar Girl)
25. L'Associé Irritable (The Case of the Petulant Partner)
26. La Veuve vigilante (The Case of the Dangerous Dowager)
27. L'Horrible hypothèse (The Case of the Deadly Toy)
28. La Croix Espagnole (The Case of the Spanish Cross)
29. Le Bigame innocent (The Case of the Dubious Bridegroom)
30. Le Canari boiteux (The Case of the Lame Canary)

### Saison 3 (1959-1960)
1. The Case of the Spurious Sister
2. The Case of the Watery Witness
3. The Case of the Garrulous Gambler
4. The Case of the Blushing Pearls
5. The Case of the Startled Stallion
6. The Case of Paul Drake's Dilemma
7. The Case of the Golden Fraud
8. The Case of the Bartered Bikini
9. The Case of the Artful Dodger
10. Jeu de jambes (The Case of the Lucky Legs)
11. The Case of the Violent Village
12. The Case of the Frantic Flyer
13. The Case of the Wayward Wife
14. The Case of the Prudent Prosecutor
15. The Case of the Gallant Grafter
16. The Case of the Wary Wildcatter
17. Les Singes subtils (The Case of the Mythical Monkeys)
18. Carrousel de calibres (The Case of the Singing Skirt)
19. The Case of the Bashful Burro
20. The Case of the Crying Cherub
21. The Case of the Nimble Nephew
22. The Case of the Madcap Modiste
23. The Case of the Slandered Submarine
24. The Case of the Ominous Outcast
25. The Case of the Irate Inventor
26. The Case of the Flighty Father

### Saison 4 (1960-1961)
1. The Case of the Treacherous Toupée
2. The Case of the Credulous Quarry
3. The Case of the Ill-fated Faker
4. The Case of the Singular Double
5. The Case of the Lavender Lipstick
6. The Case of the Wandering Widow
7. The Case of the Clumsy Clown
8. The Case of the Provocative Protégé
9. The Case of the Nine Dolls
10. The Case of the Loquacious Liar
11. The Case of the Red Riding Boots
12. The Case of the Larcenous Lady
13. The Case of the Envious Editor
14. The Case of the Resolute Reformer
15. The Case of the Fickle Fortune
16. Satyre au sang (The Case of the Waylaid Wolf)
17. The Case of the Wintry Wife
18. The Case of the Angry Dead Man
19. The Case of the Blind Man's Bluff
20. The Case of the Barefaced Witness
21. The Case of the Difficult Detour
22. The Case of the Cowardly Lion
23. The Case of the Torrid Tapestry
24. The Case of the Violent Vest
25. The Case of the Misguided Missile
26. Piège pour Perry (The Case of the Duplicate Daughter)
27. The Case of the Grumbling Grandfather
28. The Case of the Guilty Clients

### Saison 5 (1961-1962)
1. The Case of the Jealous Journalist
2. The Case of the Impatient Partner
3. The Case of the Missing Melody
4. The Case of the Malicious Mariner
5. The Case of the Crying Comedian
6. The Case of the Meddling Medium
7. The Case of the Pathetic Patient
8. The Case of the Traveling Treasure
9. The Case of the Posthumous Painter
10. The Case of the Injured Innocent
11. The Case of the Left-handed Liar
12. The Case of the Brazen Bequest
13. The Case of the Renegade Refugee
14. The Case of the Unwelcome Bride
15. The Case of the Roving River
16. La Silhouette sexy (The Case of the Shapely Shadow)
17. The Case of the Captain's Coins
18. The Case of the Tarnished Trademark
19. The Case of the Glamorous Ghost
20. The Case of the Poison Pen Pal
21. Sombre samedi (The Case of the Mystified Miner)
22. The Case of the Crippled Cougar
23. The Case of the Absent Artist
24. The Case of the Melancholy Marksman
25. The Case of the Angry Astronaut
26. The Case of the Borrowed Baby
27. The Case of the Counterfeit Crank
28. The Case Of the Ancient Romeo
29. The Case of the Promoter's Pillbox
30. The Case of the Lonely Eloper

### Saison 6 (1962-1963)
1. The Case of the Bogus Books
2. The Case of the Capricious Corpse
3. The Case of the Playboy Pugilist
4. The Case of the Double-entry Mind
5. The Case of the Hateful Hero
6. The Case of the Dodging Domino
7. The Case of the Unsuitable Uncle
8. The Case of the Stand-in Sister
9. The Case of the Weary Watchdog
10. The Case of the Lurid Letter
11. The Case of the Fickle Filly
12. The Case of the Polka-dot Pony
13. L'Escarpin de la souris (The Case of the Shoplifter's Shoe)
14. The Case of the Bluffing Blast
15. The Case of the Prankish Professor
16. The Case of Constant Doyle
17. The Case of the Libelous Locket
18. The Case of the Two-faced Turnabout
19. The Case of the Surplus Suitor
20. The Case of the Golden Oranges
21. The Case of the Lawful Lazarus
22. The Case of the Velvet Claws
23. The Case of the Lover's Leap
24. The Case of the Elusive Element
25. The Case of the Greek Goddess
26. The Case of the Skeleton's Closet
27. The Case of the Potted Planter
28. The Case of the Witless Witness

### Saison 7 (1963-1964)
1. The Case of the Nebulous Nephew
2. The Case of the Shifty Shoebox
3. Le Moustique flemmard (The Case of the Drowsy Mosquito)
4. The Case of the Deadly Verdict
5. The Case of the Decadent Dean
6. Le Faux frey (The Case of the Reluctant Model)
7. The Case of the Bigamous Spouse
8. The Case of the Floating Stones
9. The Case of the Festive Felon
10. The Case of the Devious Delinquent
11. The Case of the Bouncing Boomerang
12. The Case of the Badgered Brother
13. The Case of the Wednesday Woman
14. The Case of the Accosted Accountant
15. The Case of the Capering Camera
16. Au grand galop (The Case of the Ice-cold Hands)
17. The Case of the Bountiful Beauty
18. The Case of the Nervous Neighbor
19. The Case of the Fifty Millionth Frenchman
20. The Case of the Frightened Fisherman
21. The Case of the Arrogant Arsonist
22. The Case of the Garrulous Go-between
23. The Case of the Woeful Widower
24. The Case of the Simple Simon
25. The Case of the Illicit Illusion
26. The Case of the Antic Angel
27. The Case of the Careless Kidnaper
28. The Case of the Drifting Dropout
29. The Case of the Tandem Target
30. The Case of the Ugly Duckling

### Saison 8 (1964-1965)
1. The Case of the Missing Button
2. The Case of the Paper Bullets
3. The Case of the Scandalous Sculptor
4. The Case of the Sleepy Slayer
5. The Case of the Betrayed Bride
6. The Case of the Nautical Knot
7. The Case of the Bullied Bowler
8. The Case of a Place Called Midnight
9. The Case of the Tragic Trophy
10. The Case of the Reckless Rock Hound
11. The Case of the Latent Lover
12. The Case of the Wooden Nickels
13. Curieux contrat (The Case of the Blonde Bonanza)
14. The Case of the Ruinous Road
15. The Case of the Frustrated Folksinger
16. The Case Of the Thermal Thief
17. The Case of the Golden Venom
18. The Case of the Telltale Tap
19. The Case of the Feather Cloak
20. The Case of the Lover's Gamble
21. The Case of the Fatal Fetish
22. The Case of the Sad Sicilian
23. The Case of the Murderous Mermaid
24. The Case of the Careless Kitten
25. The Case of the Deadly Debt
26. The Case of the Gambling Lady
27. The Case of the Duplicate Case
28. Gare au gorille (The Case of the Grinning Gorilla)
29. The Case of the Wrongful Writ
30. Le Sosie suspect (The Case of the Mischievous Doll)

### Saison 9 (1965-1966)
1. The Case of the Laughing Lady
2. The Case of the Fatal Fortune
3. The Case of the Candy Queen
4. The Case of the Cheating Chancellor
5. The Case of the Impetuous Imp
6. La Nymphe négligente (The Case of the Carefree Coronary)
7. The Case of the Hasty Honeymoon
8. The Case of the 12th Wildcat
9. The Case of the Wrathful Wraith
10. The Case of the Runaway Racer
11. The Case of the Silent Six
12. The Case of the Fugitive Fraulein
13. The Case of the Baffling Bug
14. The Case of the Golden Girls
15. The Case of the Bogus Buccaneers
16. The Case of the Midnight Howler
17. The Case of the Vanishing Victim
18. The Case of the Golfer's Gambit
19. The Case of the Sausalito Sunrise
20. The Case of the Scarlet Scandal
21. The Case of the Twice Told Twist (filmé en couleurs)
22. The Case of the Avenging Angel
23. The Case of the Tsarina's Tiara
24. The Case of the Fanciful Frail
25. The Case of the Unwelcome Well
26. The Case of the Dead Ringer
27. The Case of the Misguided Model
28. The Case of the Positive Negative
29. The Case of the Crafty Kidnaper
30. The Case of the Final Fadeout